# Hoeverheide
Hoeverheide is een particulier landgoed dat zich bevindt ten noordwesten van Helchteren in de Belgische gemeente Houthalen-Helchteren. Het domein heeft een oppervlakte van 70 ha en is gelegen aan Heerkensweg 2. Het wordt in het oosten en westen door het Kraanbergbos begrensd.

## Geschiedenis
Oorspronkelijk lag hier een heidegebied dat toebehoorde aan de abdij van Sint-Truiden. De Kraanberg, oorspronkelijk Kraaienberg, is een wat hoger zandduin in het zuidelijk deel van het domein, waar naar verluidt een galg was opgesteld.
Eind 18e eeuw werden de kerkelijke goederen, en dus ook deze heide, verbeurd verklaard en kwamen in eigendom van de gemeente Helchteren. Toen België in 1830 onafhankelijk werd stelde men een belasting in op niet-ontgonnen land. De bedoeling daarvan was uiteraard om zo snel mogelijk ontginningen door te voeren. De gemeenten, die de belasting moesten betalen, verkochten daarom veel van hun gronden aan particulieren. In 1860 kocht senator Jean Léon Charles Marie Leirens-Eliaert 550 ha heide van de gemeente. Hij liet een neorenaissance kasteeltje in Toscaanse stijl bouwen en ook enkele dienstwoningen. Ook een park in Engelse landschapsstijl werd aangelegd. Als productiehout voerde hij de Amerikaanse eik in, als één der eersten die dat deden.
In 1896 kwam het landgoed toe aan senator en bankier Charles-Anne Liénart, de schoonzoon van Leirens. Omstreeks 1919 begon hij met de aanplant van grove den voor de productie van mijnhout. Vanaf 1940 werd daartoe ook de zwarte den aangeplant.
In 1921 werd Albert Liénart-de Coen, zoon van Charles-Anne, de eigenaar. De beurskrach van 1929 bracht het gezin in moeilijkheden en men moest grote delen van het landgoed verkopen. Na de Tweede Wereldoorlog werden de laatste 200 ha verkocht, waarvan 70 ha aan de zakenman Werner Lippens, die in 1951 uitweek naar het buitenland en het domein verkocht aan zijn neef, Luc Coolens. De familie Coolens is ook tegenwoordig nog eigenaar van het domein.

## Natuur
Het landgoed bestaat voornamelijk uit naaldhout. Mijnhout wordt - mede door de sluiting van de steenkoolmijnen - niet meer afgezet, zodat het naaldhout een andere bestemming moest krijgen. In 2004 werd het domein opgenomen in het Vlaams Ecologisch Netwerk. Via natuurlijk bosbeheer wordt de huidige monocultuur van naaldhout geleidelijk omgevormd naar een meer gemengd bos met natuurlijke overgangen.
Van belang zijn de 20 ha landduinen die in het centrale deel van het gebied liggen en waarin zich ook een paraboolduin bevindt. Ondanks de beplanting is het reliëf nog goed zichtbaar.
Broedvogels zijn onder meer de nachtzwaluw, goudhaantje en vuurgoudhaantje.
Het kasteeltje en park zijn nog intact. Het parkje omvat een thujadreef en diverse exotische bomen waaronder twee mammoetbomen.
Het domein kan bezocht worden, doch slechts na afspraak met de eigenaar. Een bedreiging wordt gevormd door de plannen voor de aanleg van een snelweg door het gebied.